# «Крест храбрых» Булак-Балаховича
Крест Храбрых — орденский знак учреждённый генералом Булак-Балаховичем для награждения чинов своего отряда.

## История
С. Н. Булак-Булахович — фигура характерная для смутного времени гражданской войны, когда появлялись «батьки», атаманы по всей России, от батьки Махно на Украине и до барона Унгерна в Монголии. 
Характеру Булак-Балаховича соответствовала и первая часть его фамилии: «Булак» – это прозвище, ставшее частью фамилии, которое означает человека, «которого ветер носит».
После того как он в конце концов перебрался в Польшу, примерно в 1922 году для отличившихся в его отрядах бойцов Булак-Балахович учредил свой орден с названием «Крест храбрых».
Булак-Балахович заявил, что крестом будут награждаться его «герои-партизаны», но большая стоимость изготовления орденских знаков привела к раздаче их за деньги. Бесплатно они давались только «полезным людям» из числа людей Антанты, эстонской и польской армии. Юзеф Пилсудский приравнял этот крест к официальным польским боевым наградам. Вскоре кресты стали изготавливать ловкие фальсификаторы и продавать их дешевле. Тогда Булак-Балахович начал на реверсе креста ставить свою подпись и выдавать награждённому диплом с кратким описанием подвига награждённого. Всего было изготовлено около 10000 крестов и до сотни звёзд.

## Описание
Крест белого металла, формы Георгиевского креста, покрытый белой эмалью, размера 35 на 35 мм. В центре креста штампованный круглый медальон, оксидированного серебра, на котором изображена над скрещённым мечом и факелом мертвая голова. Медальон окружён лавровым венком, перевязанным внизу лентой.
Оборотная сторона гладкая и имеет порядковый номер.

## Лента
Носился на широкой чёрной ленте 38 мм, с двумя золотыми каймами по краям ленты, 5 мм каждая.

## Другие виды креста

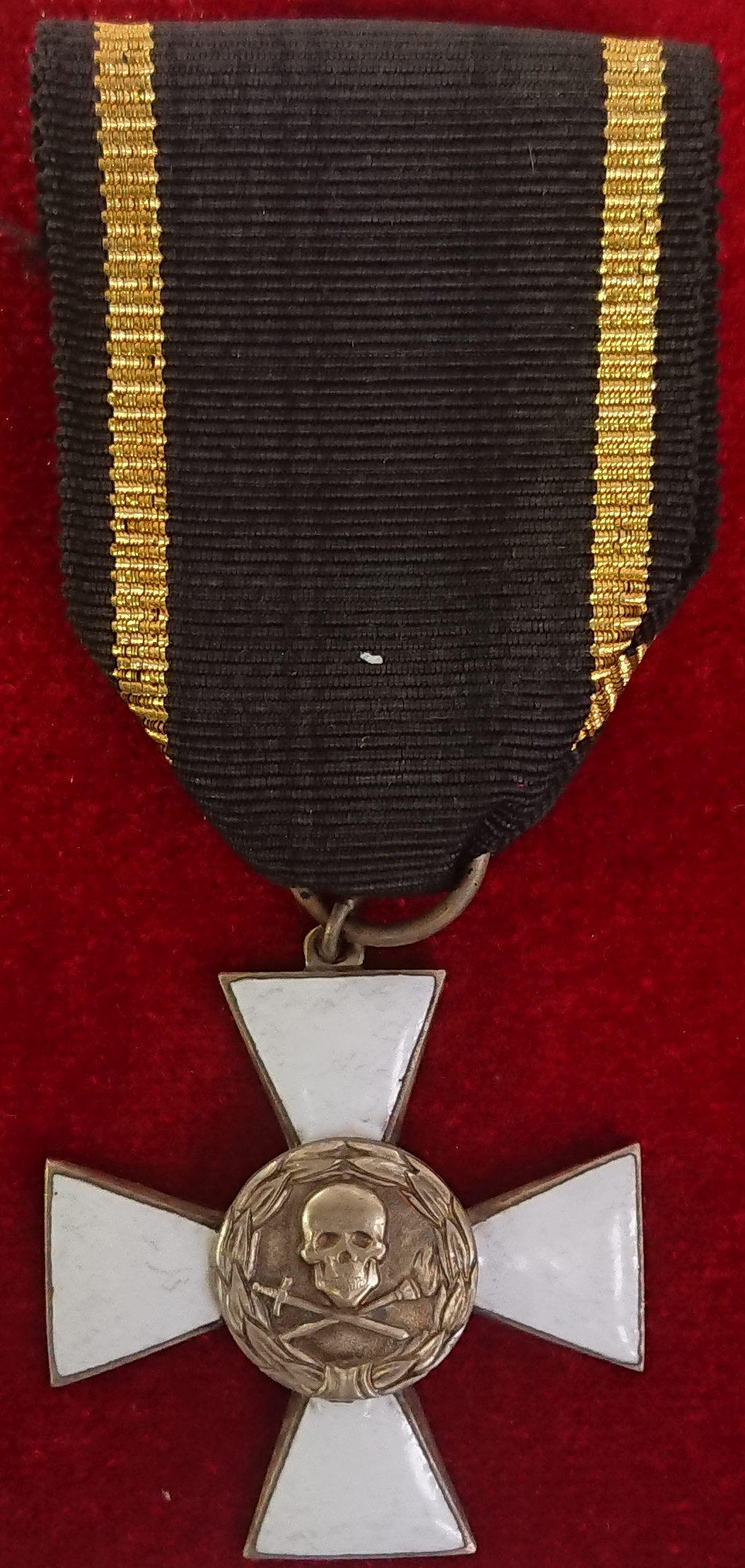
«Крест храбрых» атамана Булак-Балаховича

Орден имел различные варианты. Бывали и черные кресты. В медальоне вместо меча и факела могли быть скрещённые кости. Первые экземпляры имели номера.
О. В. Харитонов и В. В. Горшков приводят изображения различных знаков «Креста храбрых»: белый на чёрной ленте; белый с синим изображением «мертвой головы» на чёрной ленте со светлой (белой, золотистой, серебристой) каймой; в виде солдатского Георгиевского креста, только с «мертвой головой» в медальоне, и, наконец, описывают звезду ордена.
Описание знака. Звезда ордена «Крест храбрых» «представляет собой золоченую восьмиконечную звезду, на которую наложен крест белого цвета, формы Георгиевского, покрытый белой эмалью, размером 64 на 64 мм, с перекрещёнными мечами, рукоятками вниз. В центре креста штампованный круглый медальон, покрытый черной эмалью, над которым изображена над скрещённым мечом и факелом „мертвая голова“. Медальон окружен лавровым венком, перевязанным внизу лентой с девизом: „За нашу и вашу свободу“ (по -польски). Оборотная сторона имеет винт для ношения. Лента чёрная с двумя волнистыми каймами по краям ленты».
Упоминается в литературе и «плечевая лента» ордена «Креста храбрых», шириной 9,5 см чёрного цвета и с золотистой каймой.

## Крест Храбрых (значения)
- Крест Храбрых — государственная награда Польской Народной Республики.
- Крест храбрых (фильм) — фильм, снятый польским режиссёром Казимежем Куцем в 1959 году.